# The Mostly Unfabulous Social Life of Ethan Green
A The Mostly Unfabulous Social Life of Ethan Green Eric Orner amerikai újságokból ismert humoros képregénysorozata. Feltűnt az LMBT (leszbikus, meleg, biszexuális és transzszexuális) publikációkban. Magyarul nem jelent meg, de a cím szabad fordításban annyit jelent: Ethan Green kevéssé legendás társasági élete. A címszereplő karakter egy meleg fiú, aki igyekszik karrierjében (személyi asszisztens) egyensúlyt teremteni, és megtalálni a szerelmét. A képregénysorozat 1989-ben indult.

## Filmadaptáció
George Bambernek egy humoros képregény alapján 2005-ben rendezett vígjátéka. A főszerepben Daniel Letterle látható mint Ethan Green; Meredith Baxter, Ethan édesanyja; Diego Serrano, Ethan barátja, Kyle; Shanola Hampton, Ethan lakótársa; David Monahan, aki Ethan exbarátját, Leot alakítja; valamint a Joel Brooks és Richard Riehle által megformált ún. Kalapnővérek (Hat Sisters), akik Ethan baráti körének tagjai, és különösen feltűnő öltözködésükről, elsősorban a kalapjaikról ismertek.
A film egy filmfesztivál keretében debütált 2005-ben, a színházi változatának premierje 2006. június 16. volt.

### Rövid történet
A 26 éves Ethan Green exbarátja, Leo Worth házában él lakótársával, Charlottetal Nyugat Hollywoodban. Ethan hónapok óta együtt jár a hivatásos baseballjátékos, és önéletrajzíró Kyle Underhill-lel. Mikor Leo azt tervezi, eladja a házát, Ethan felveti ötletként barátjának, költözzenek össze, és éljenek együtt. Ám mikor Kyle egy romantikus vacsora keretében erre kéri őt, a fiú érthetetlen okokból szakít vele.
Ezután Ethan összejön egy fiatalabb fiúval, Punchcsal, aki egy ingatlanközvetítő irodában dolgozik. Együtt kitervelik, hogy ameddig csak lehet, késleltetik Leo házának eladását. Ezért felbérelik a világ legrosszabb ingatlanügynökét, az időszakos depresszióban szenvedő Sunny Dealt. 
Egy este azonban Charlotte összejön a lánnyal – ez kizökkenti Sunnyt a depressziójából, és motiválja őt a ház eladására. A tervük nem sikerült, Ethan csomagolhat.
Pakolás közben Leo régi videókra bukkan: a felvételeken még együtt voltak Ethannel. Ethan is leül mellé, és a pillanat hevében megcsókolják egymást. A nosztalgikus éjszaka után Ethan újra akarja kezdeni a kapcsolatát Leóval. 
Pechére Leo már együtt van egy Chester Baer nevű, heves és arrogáns Meleg Republikánus férfival, és Ethan édesanyját, aki meleg pároknak szervez esküvőt, kérik fel a ceremónia lebonyolítására.
Egy furcsa pillanatban Punchra, Leóra és Kyle-ra hármasban találnak rá Ethan szobájában. Punch rájött, hogy Ethan nem elég érett hozzá, ezért szakít vele. Kyle, aki eredetileg szerette volna újrakezdeni Ethannel, meggondolja magát. Chester megbocsát Leónak, és ugyanott folytatják, ahol abbahagyták: az esküvőre készülnek. Charlotte és Sunny összeköltöznek, Ethan a helyi idősek otthonában kezd el dolgozni.
Ethan beront az esküvői ceremóniára, ám mégsem lép közbe: némán áldását adja Leónak. Leo erre teljesen megrémül, és pánikrohamot kap az oltárnál, s az esküvő mégis elmarad, kórházba kell őt szállítani. Pár nap múlva Ethan megszokottan üldögél az idősek otthonában, mikor a kép elhalványul, és megjelenik a „The End” felirat.
Ezután ismét kivilágosodik a kép: Leo egy idő asszonnyal beszélget. Mikor Ethan odalép mellé, Leo elmondja, hogy visszaadta Chesternek a gyűrűt, és szakított vele, mert rájött, még mindig Ethant szereti. A jelenet végén megcsókolják egymást és kibékülnek.